# Marcel Dalio
Marcel Dalio (París, 17 de julio de 1900 - 20 de noviembre de 1983) fue un actor de carácter de nacionalidad francesa, activo en los medios teatral, cinematográfico y televisivo, y conocido por sus importantes actuaciones en dos de los más famosos filmes de Jean Renoir, La gran ilusión (1937) y La regla del juego (1939).

## Primeros años y carrera inicial
Su verdadero nombre era Israel Moshe Blauschild, y nació en París, siendo sus padres unos inmigrantes judíos rumanos. En sus inicios en la década de 1920 actuó en cabarets, revistas y obras teatrales, y empezó a trabajar en el cine francés en los años treinta. Tras divorciarse de su primera esposa, en 1938 se casó con la actriz de diecisiete años de edad Madeleine LeBeau.
En junio de 1940 LeBeau y Dalio dejaron París para huir del invasor ejército alemán durante la Segunda Guerra Mundial, trasladándose a Lisboa. Tras pasar dos meses consiguieron los visados para viajar a Chile. Sin embargo, cuando su barco hizo escala en México, se quedaron varados, junto a otros 200 pasajeros, ya que sus visados eran falsificaciones. Finalmente fueron capaces de conseguir pasaportes temporales de Canadá y entrar en los Estados Unidos. Los padres de Dalio morirían más tarde en campos de concentración Nazis.
En Hollywood, Dalio nunca alcanzó el nivel del que había disfrutado en Francia. Aun así, actuó en 19 películas en Estados Unidos a lo largo de la guerra, con papeles estereotipados de francés. En la Francia ocupada por los alemanes, los nazis utilizaron su fotografía en pósteres que representaban a "un típico judío".
El primer film de Dalio en Estados Unidos fue la comedia de Fred MacMurray One Night in Lisbon (1941) en la cual hacía de un conserje de hotel. Ese mismo año figuró en el filme de Edward G. Robinson Unholy Nights y en el de Gene Tierney The Shanghai Gesture. Siguió activo en 1942, actuando en Flight Lieutenant, con Pat O'Brien y Glenn Ford. Dalio después encarnó al francés Focquet en la cinta The Pied Piper. En la misma Monty Woolley era un inglés intentando salir de Francia para huir de la invasión alemana, y protegiendo a un número cada vez mayor de niños. Dalio posteriormente actuó en una cinta tachonada de estrellas, Tales of Manhattan.
En 1942 hizo un par de escenas con el papel de Emil el croupier en Casablanca (por lo cual percibió 667 dólares). Su esposa, Madeleine LeBeau, también aparecía en el filme, e interpretaba a Yvonne, la amiga de Rick. El 22 de junio, mientras LeBeau filmaba sus escenas con Hans Twardowski, Dalio presentó una demanda de divorcio en Los Ángeles por abandono.
En 1943 obtuvo papeles de mayor importancia, como los que hizo en los dramas bélicos Tonight We Raid Calais y Paris After Dark, en el cual actuaba con su exesposa LeBeau. Al final de ese año Dalio fue un policía francés en La canción de Bernadette. Uno de sus papeles más conocidos en el cine estadounidense llegó en 1944 con Tener y no tener, película protagonizada por Humphrey Bogart.

### Época postbélica
Cuando la guerra finalizó en Europa en mayo de 1945, Dalio volvió a Francia para seguir con su carrera cinematográfica. Su primera actuación ese año llegó con Son dernier rôle. En los últimos años cuarenta actuó en otras diez películas francesas y en una inglesa. Además, en 1950 fue el Capitán Nikarescu en Black Jack (1950).
Dalio intervino en dos películas en 1953, Los caballeros las prefieren rubias, protagonizada por Jane Russell y Marilyn Monroe, y Flight to Tangiers, con Joan Fontaine. En 1954 Dalio trabajó en otras dos cintas estadounidenses, Lucky Me, con Doris Day, y Sabrina, con Bogart y Audrey Hepburn.
En 1955 Dalio trabajó en una serie televisiva estadounidense, Casablanca, que no llegó a ser un éxito, y en la cual hacía el papel que Claude Rains interpretó en el cine, el del Capitán Renault. Además, Dalio encarnó a un sargento francés en el drama bélico Jump into Hell, acerca de la derrota francesa en la Batalla de Điện Biên Phủ en Vietnam. En 1957 Dalio trabajó con Paul Henreid en la comedia musical Ten Thousand Bedrooms, en la cual actuaba Dean Martin. También actuó, como un sacerdote francés en el conflicto de Vietnam, en China Gate (film en el cual aparecía Nat King Cole). Ese mismo año Dalio fue Zizi en The Sun Also Rises (su tercera película basada en una novela de Ernest Hemingway), protagonizada por Tyrone Power y Ava Gardner. En los siguientes cuatro años actuó en Lafayette Escadrille, The Perfect Furlough (con Tony Curtis), The Man Who Understood Women (con Henry Fonda), Pillow Talk (con Rock Hudson y Doris Day)), Can-Can (con Frank Sinatra) y The Devil at 4 O'Clock, esta última con Sinatra y Spencer Tracy.
Tras unas cuantas producciones en Francia, Dalio recibió en 1963 un pequeño papel en la cinta de misterio The List of Adrian Messenger. A ello siguió el papel del Padre Cluzeot en el filme de John Wayne Donovan's Reef. Tras trabajar de nuevo con Tony Curtis en 1964 en Wild and Wonderful, Dalio volvió a Francia y, aunque continuó haciendo películas para Hollywood, también participó en numerosas producciones francesas.
De entre sus últimas películas pueden destacarse Lady L (1965, con Sophia Loren y Paul Newman), How to Steal a Million (1966, con Audrey Hepburn y Peter O'Toole), How Sweet It Is! (1968, con Debbie Reynolds y James Garner), Catch-22 y The Great White Hope (con James Earl Jones), las dos últimas de 1970. Tras ello trabajó casi enteramente en Francia, siendo el filme más conocido de ese período Las locas aventuras de Rabbi Jacob. En total, a lo largo de su carrera, Dalio actuó en cerca de 150 películas.

### Televisión
Dalio también actuó en numerosas producciones televisivas, tanto en Estados Unidos (entre 1954 y 1963) como en Francia (1968 a 1981). Entre ellas se incluyen actuaciones como artista invitado en Alfred Hitchcock Presents, Gunn, 77 Sunset Strip y Ben Casey, además del ya mencionado papel en la serie Casablanca. Su última interpretación tuvo lugar en el telefilm Les Longuelune en 1982, encarnando en el mismo a Lord Exeter.
Marcel Dalio falleció en París en 1983. Tenía 83 años de edad. Fue enterrado en el Cementerio de Bagneux, en París.

## Selección de su filmografía
- La gran ilusión (1937)
- Pépé le Moko (1937
- La regla del juego (1939)
- The Shanghai Gesture (1941)
- Casablanca (1942)
- La canción de Bernadette (1943)
- Wilson (1944)
- Tener y no tener (1944)
- Monte Carlo Baby (1951)
- Las nieves del Kilimanjaro (1952)
- Los caballeros las prefieren rubias (1953)
- Sabrina (1954)
- Ten Thousand Bedrooms (1957)
- The Perfect Furlough (1958)
- Pillow Talk (1959)
- Can-Can (1960)
- Sueño de amor (1960)
- Le Diable et les Dix Commandements (1963)
- La hora 25 (1967)
- Justine (1969)
- Las locas aventuras de Rabbi Jacob (1973)
- Surprise Sock (1978)